# Vlag van Ter Idzard

Vlag van Ter Idzard

De vlag van Ter Idzard is de dorpsvlag van het Nederlandse dorp Ter Idzard, in de Friese gemeente Weststellingwerf. De vlag is op 13 april 2012 in gebruik genomen toen Ter Idzard zijn 100e verjaardag vierde.
De vlag bestaat uit een geel veld met boven- en onderin een blauwe golvende horizontale baan. Aanzienlijk op de vlag staan drie groene loofbomen op bruine grond die onderling met gouden ringen verbonden zijn.
De kleur blauwe symboliseren de Tjonger en De Scheene waartussen de dorpen Ter Idzard, Oldeholtwolde en Nijeholtwolde liggen en drie bomen verbonden met drie ringen, een drie-eenheid op een bult, de plaats waar het dorpshuis staat en alle inwoners regelmatig bij elkaar komen.